# 延寿寺 (北京昌平)

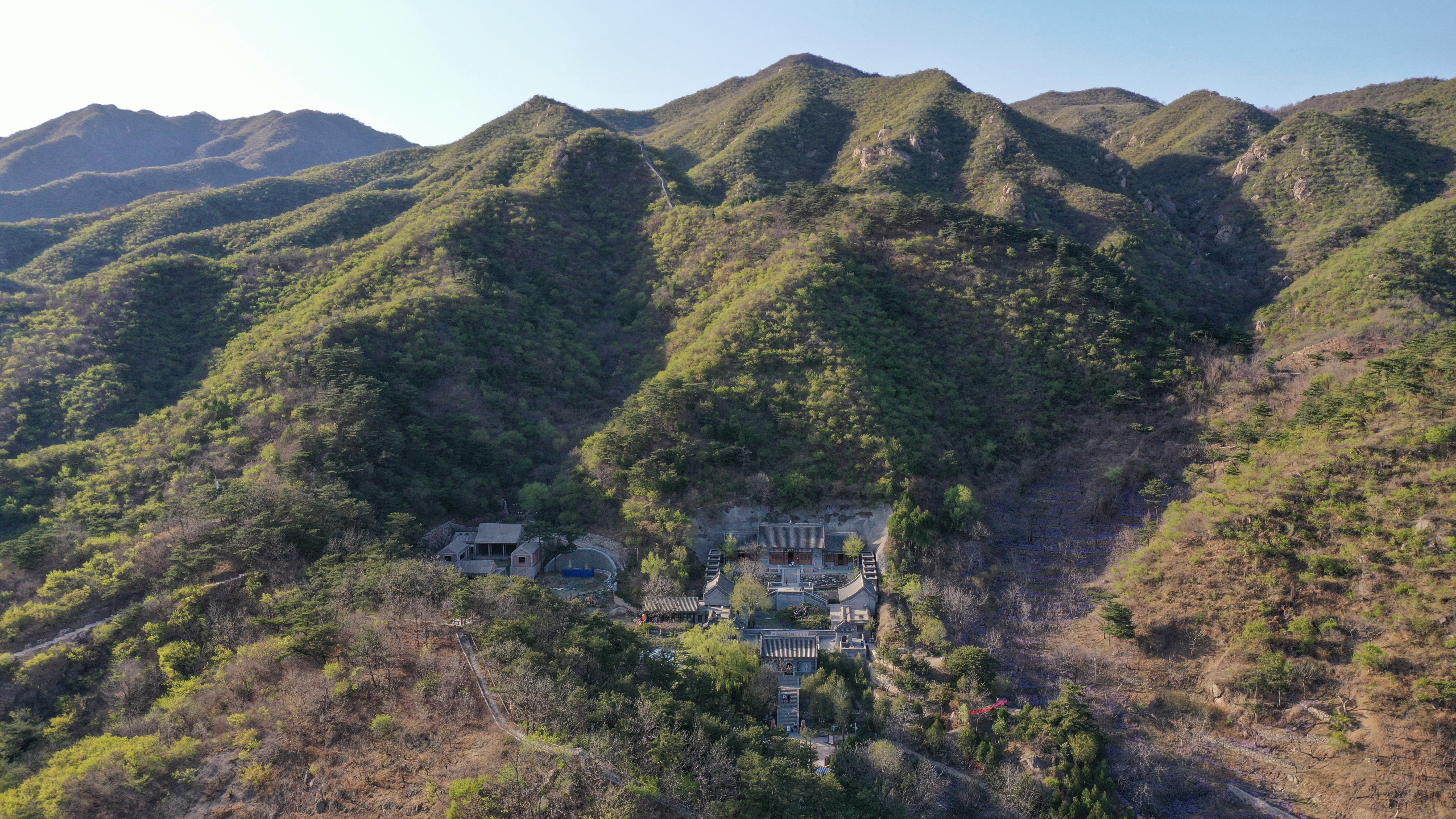
鸟瞰延寿寺

延寿寺，位于北京市昌平区延寿镇，是一座汉传佛教寺院。

## 简介
延寿寺位于北京市昌平区延寿镇，始建于辽代。民间有“先有延寿寺、后有十三陵”的说法。延寿寺地处山坳内，四面环山。该寺以奇松、清泉、碧玉佛这三宝而知名，被誉为“延寿宝地”。两棵古松是国家一级古树，形成“一龙一凤”的景观。大雄宝殿西侧有一眼泉水，从麦饭石裂缝中流出，口感甘洌，四季长流。该寺后山现存有两座元代佛塔，这也是该寺保存下来的最古老且最完整的建筑。
2003年，经政府有关部门审批，延寿寺恢复为宗教活动场所。2006年，延寿寺开始修复工程，2013年10月一期工程完工，修复大雄宝殿、地藏殿、观音殿、天王殿、钟楼、鼓楼的主体。2013年10月12日，延寿寺举行落成仪式。当天举办了“延寿寺佛像开光暨常坚法师晋院升座法会”，这是中华人民共和国成立以来北京地区首次举办佛像开光和法师晋院升座法会。2014年计划修复方丈室、斋堂、僧舍等等寺院附属设施。